# Tønder
Tønder é um município da Dinamarca, localizado na região sul, no condado de Sonderjutlândia.
O município tem uma área de 185 km² e uma  população de 12 462 habitantes, segundo o censo de 2005.